# Belloy, Oise

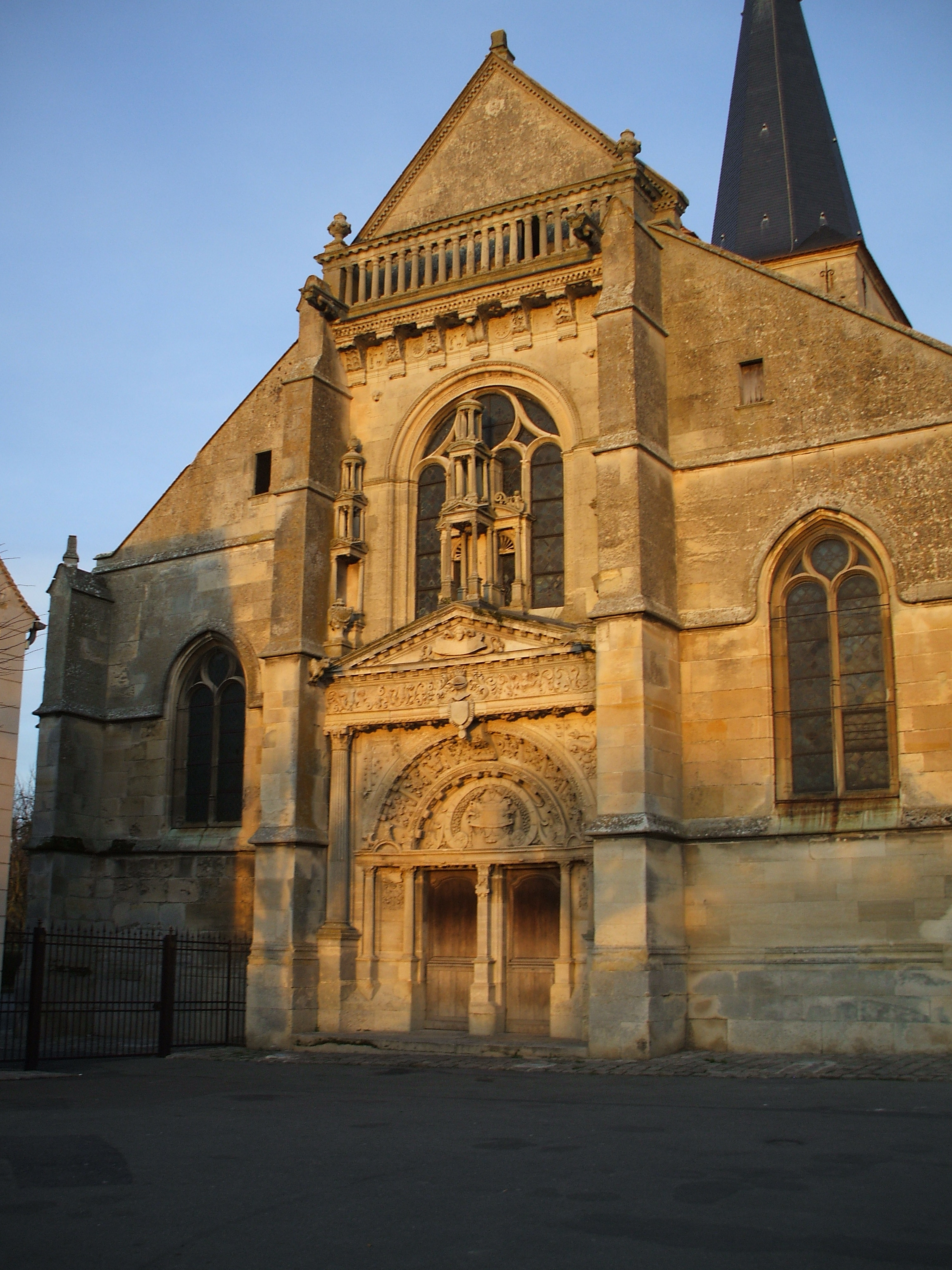
Giáo đường Saint George, Belloy, Oise

 Belloy  là một xã thuộc tỉnh Oise trong vùng Hauts-de-France phía bắc Pháp. Xã này nằm ở khu vực có độ cao trung bình 130 mét trên mực nước biển.
Dân số theo điều tra năm 1999 kà 71 người.